# Ricoh 5A22
Ricoh 5A22 — микропроцессор, разработанный компанией Ricoh для игровой приставки Super Nintendo Entertainment System (SNES). Он основан на 16-битном CMD/GTE 65c816, который является одной из версий микропроцессора WDC 65816 (использовавшийся в персональном компьютере Apple IIGS).
Все указанные микропроцессоры разработаны на основе семейства процессоров MOS Technology 6502.

## Основные свойства

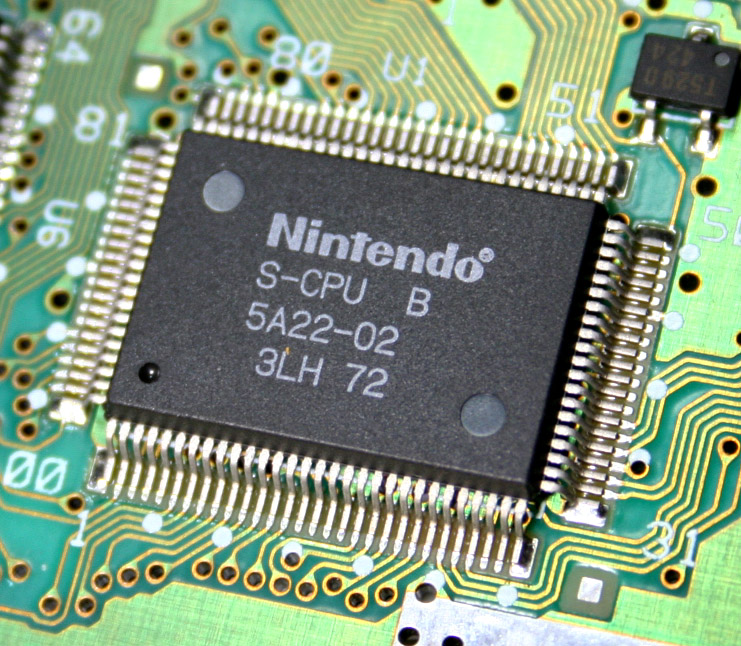
Ricoh 5A22

Кроме ядра процессора 65C816, 5A22 включает в себя дополнительное аппаратное обеспечение, в частности:
- Цепи интерфейса порта контроллера, позволяющие осуществлять последовательный и параллельный доступ к данным
- 8-битный параллельный порт ввода-вывода, который практически не используется в SNES
- Цепь для выработки немаксируемого прерывания (NMI) вертикального гасящего интервала
- Цепь для выработки аппаратных прерываний (IRQ)
- Блок прямого доступа к памяти, поддерживающий два режима:
  - Основной, для передачи больших объёмов данных со скорость 2,68 МБ/с
  - Работа с горизонтальным гасящим интервалом для передачи небольших объёмов данных в конце каждой сканирующей линии, выходящей за пределы активного периода отображения
- Регистры умножения и деления
- Две отдельные шины адреса: 24-битная шина А для общего доступа и 8-битная шина Б для доступа к регистрам APU И PPU.

## Производительность
Процессор использует системную шину с переменной скоростью, причём время доступа определяется местоположением памяти, к которой производится обращение. Шина работает на частоте 3,58 МГц, если обращений не производится или при обращении к шине Б и большинству внутренних регистров; при обращении к шине А используется частота 2,68 или 3,58 МГц. Частота 1,79 МГц используется только при доступе к регистрам последовательной передачи данных порта контроллера. Процессор может выполнять примерно 1,5 миллиона операций в секунду и имеет теоретический предел в 1,79 миллиона 16-битных операций сложения в секунду.